# Índice de Desenvolvimento Humano Municipal

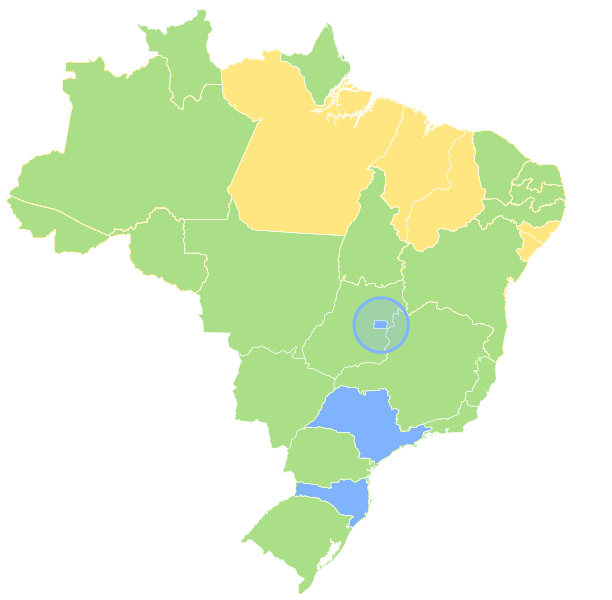
Mapa dos estados brasileiros por IDHM (2017)

O Índice de Desenvolvimento Humano Municipal é uma versão modificada do IDH usado para calcular o IDH das unidades federativas do Brasil. Por ser uma versão modificada do IDH, não é recomendada a comparação com outros países que usam o IDH padrão.
Foi criado para ser um índice similar ao IDH que se adequasse a demografia brasileira.

## Categorias
As categorias do IDH-M são: 
- Muito Alto (0,800-1,000)[2]
- Alto (0,700-0,799)[2]
- Médio (0,600-0,699)[2]
- Baixo (0,500-0,599)[2]
- Muito Baixo (0,000-0,499)[2]

Quanto mais próximo de 1,000 for o IDH melhor é.

## Metodologia
O índice tem 3 indicadores: IDHM Longevidade, IDHM Educação, IDHM Renda.
- IDHM Longevidade: Calculado a partir da expectativa de vida.[2][3]
- IDHM Educação: Calculado com a escolaridade da população adulta e o fluxo escolar da população jovem.[2][3]
- IDHM Renda: Calculado a partir da renda municipal per capita.[2][3]

### Cálculo
Com a escolaridade da população adulta e o fluxo escolar da população jovem é feita a média geométrica e com o valor que sair dessa média geométrica é feita outra média geométrica agora com os outros indicadores e o resultado dessa média geométrica é o IDH-M.

## Ranque de estados
| Posição         | Posição             | Unidade federativa  | IDH-M   | IDH-M   | País comparável      |
| Posição em 2017 | Comparação com 2016 | Unidade federativa  | Em 2017 | Em 2016 | País comparável      |
| --------------- | ------------------- | ------------------- | ------- | ------- | -------------------- |
| 1               | (0)                 | Distrito Federal    | 0,850   | 0,854   | Portugal             |
| 2               | (0)                 | São Paulo           | 0,826   | 0,831   | Rússia               |
| 3               | (0)                 | Santa Catarina      | 0,808   | 0,805   | Uruguai              |
| 4               | (0)                 | Rio de Janeiro      | 0,796   | 0,794   | Ilhas Maurícias      |
| 5               | (0)                 | Paraná              | 0,792   | 0,792   | Albânia              |
| 6               | (0)                 | Minas Gerais        | 0,787   | 0,781   | Geórgia              |
| 6               | (0)                 | Rio Grande do Sul   | 0,787   | 0,783   | Geórgia              |
| 8               | (0)                 | Mato Grosso         | 0,774   | 0,772   | Antígua e Barbuda    |
| 9               | (0)                 | Espírito Santo      | 0,772   | 0,770   | Bósnia e Herzegovina |
| 10              | (0)                 | Goiás               | 0,769   | 0,768   | Bósnia e Herzegovina |
| 11              | (0)                 | Mato Grosso do Sul  | 0,766   | 0,763   | México               |
| 12              | (0)                 | Roraima             | 0,752   | 0,758   | Ucrânia              |
| 13              | (1)                 | Tocantins           | 0,743   | 0,737   | República Dominicana |
| 14              | (1)                 | Amapá               | 0,740   | 0,738   | Tunísia              |
| 15              | (3)                 | Ceará               | 0,735   | 0,726   | Mongólia             |
| 16              | (4)                 | Amazonas            | 0,733   | 0,716   | Mongólia             |
| 17              | (2)                 | Rio Grande do Norte | 0,731   | 0,736   | Líbano               |
| 18              | (2)                 | Pernambuco          | 0,727   | 0,730   | Jamaica              |
| 19              | (0)                 | Rondônia            | 0,725   | 0,718   | Venezuela            |
| 20              | (1)                 | Paraíba             | 0,722   | 0,709   | Jordânia             |
| 21              | (4)                 | Acre                | 0,719   | 0,729   | Maldivas             |
| 22              | (0)                 | Bahia               | 0,714   | 0,709   | Filipinas            |
| 23              | (0)                 | Sergipe             | 0,702   | 0,700   | Gabão                |
| 24              | (0)                 | Pará                | 0,698   | 0,693   | Ilhas Marshall       |
| 25              | (0)                 | Piauí               | 0,697   | 0,690   | Ilhas Marshall       |
| 26              | (1)                 | Maranhão            | 0,687   | 0,682   | Iraque               |
| 27              | (1)                 | Alagoas             | 0,683   | 0,683   | Iraque               |